# Museo Tikotin de arte japonés
El Museo Tikotin de arte japonés (en hebreo: מוזיאון טיקוטין לאמנות יפנית) es un museo dedicado completamente a la exhibición y difusión de la cultura japonesa, está ubicado en la ciudad de Haifa en Israel. Único en su tipo en Medio Oriente, fue establecido en 1959 bajo la iniciativa de Felix Tikotin y de Abba Hushi, alcalde de la ciudad.

## Historia

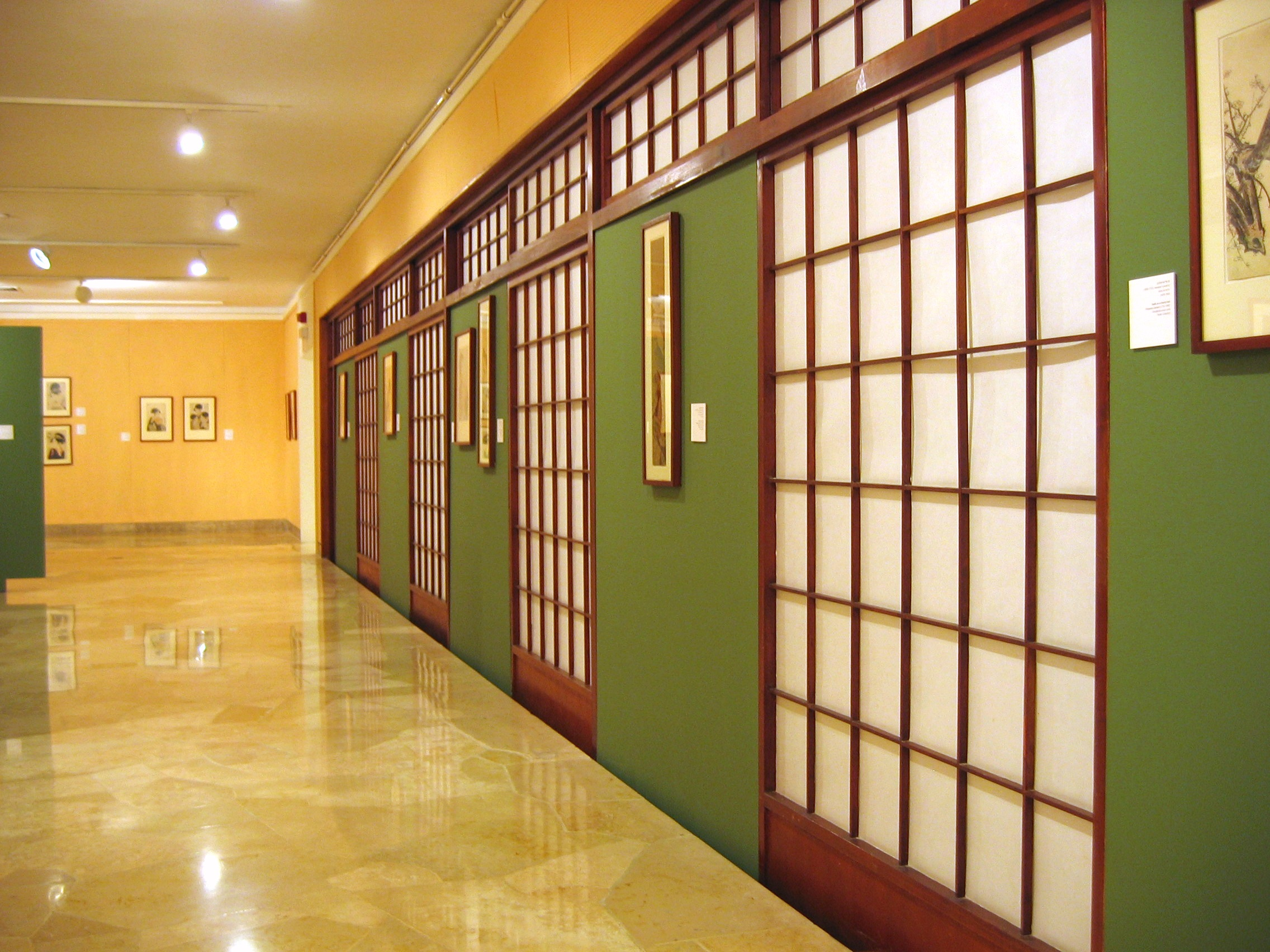
Una de las salas de exhibición del museo.

Felix Tikotin fue un arquitecto reconocido internacionalmente por su colección de trabajos de arte japonés, durante 40 años reunió una gran cantidad de colecciones de gran valor que fueron exhibidas en varios museos. Atrapado por la Segunda Guerra Mundial y por ser de judío, escapó a los Países Bajos; terminada la guerra regresó a Israel y su colección fue donada a un museo que fue creado con el apoyo del alcalde de la ciudad de Haifa, Abba Hushi.
Durante varios años se hicieron viajes alrededor del mundo para apoyar la creación del museo, el primer director de la institución fue Chisaburoh Yamada; entre los años 1966 y 1992 el museo fue dirigido por Eli Lancman, quien recibió un premio del Gobierno de Japón en el año 2001. Tras varias reuniones y grupos culturales apoyando la idea, se permitió comprar un espacio para la construcción del museo en mayo de 1958; el museo fue diseñado por Frederick Kisch, quien era el dueño de la llamada "Casa Kisch" y forma parte de las oficinas generales del museo, varios talleres y una habitación de estilo japonés. El museo cuenta además con una biblioteca con libros y publicaciones relacionadas con la cultura y arte japonesa. En febrero de 1959 se inició la construcción de un pabellón, que cuenta con un ambiente totalmente japonés como puertas deslizantes, duela de madera, un jardín; el museo fue abierto al público en mayo de 1960.

## Actividades educativas

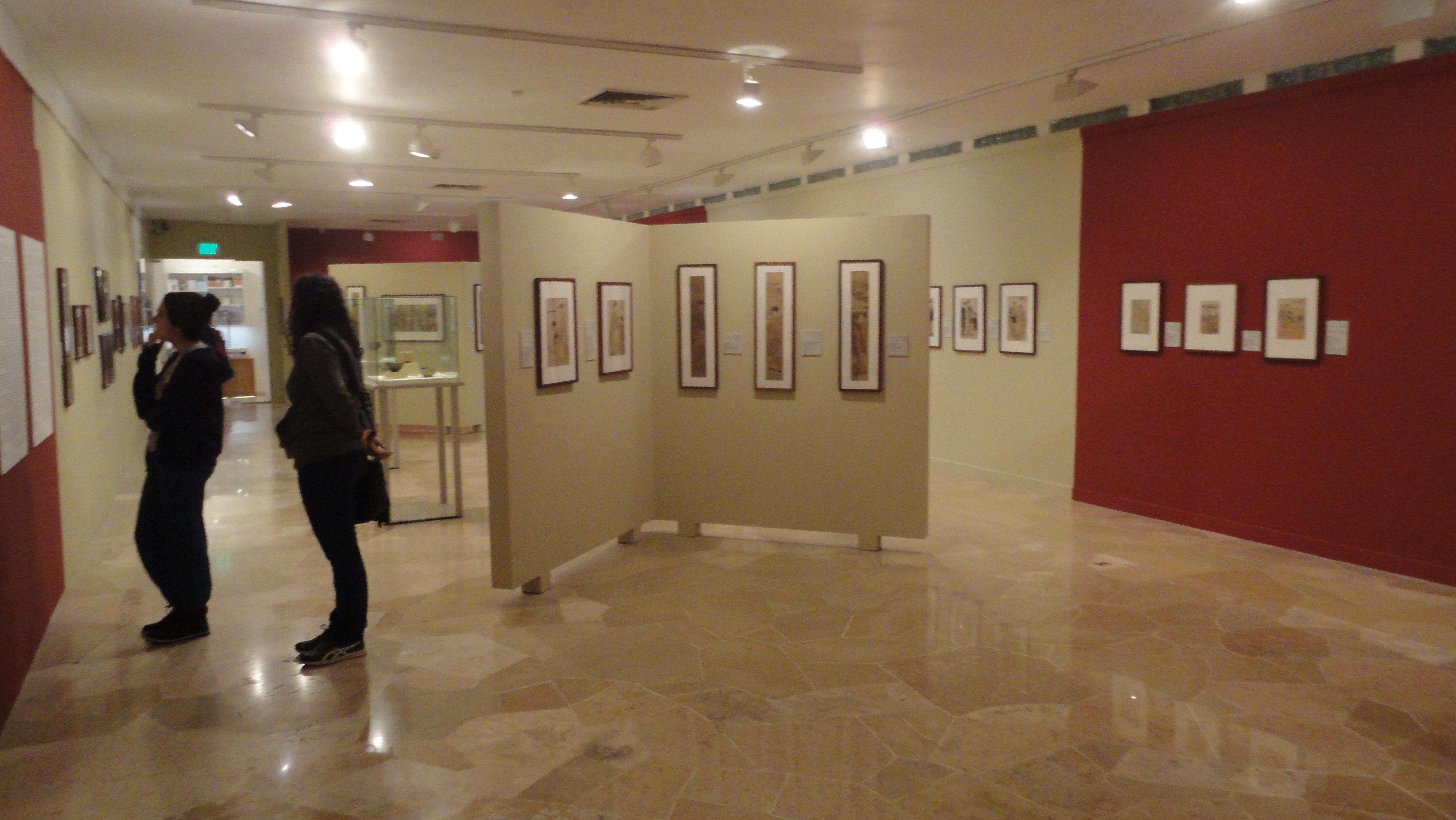
Sala de exhibición dentro del museo.

El fundador del museo siempre quiso que el museo sea un centro de estudio del arte y cultura japonesa y colaborar en la reducción de la brecha de las relaciones entre Israel y Japón; por ello en el ala educacional del museo se mantienen de manera permanente talleres para los visitantes, se dan cursos de idioma japonés, caligrafía, ikebana, cocina y actividades variadas. En las exhibiciones se muestran las costumbres japonesas en su forma de vida, ropa, moda, comida y religión. Desde el año 1995 se han sumado 100 exhibiciones curadas por Ilana Singer Blaine, quien ganó el premio del Ministerio de Ciencia y Cultura de Israel en 2007 y recibió por parte del gobierno japonés el Premio del Ministerio de Asuntos Extranjeros.